# 孫充
孫充（？—310年），中國三國時代東吳末代皇帝孫皓的儿子。
《三国志》中记载孙皓封王的儿子34个，但只有四个留下名字（孫瑾、孫虔、孙充、孙璠），还有七个仅仅留下王号，其余23个既没有记载名字，又没有记载王号，所以无法确认孫充的兄弟排序和王号。东吴灭亡很多年以后，在西晋即将灭亡时，晋怀帝永嘉四年（310年）吳興人錢璯自號平西大將軍、八州都督，劫持孫充并擁立其為吳王，又杀之。后為周玘所平定。